# Lasioglossum briseis
Lasioglossum briseis là một loài Hymenoptera trong họ Halictidae. Loài này được Ebmer mô tả khoa học năm 2005.